# Esteban Obiang
Esteban Orozco Fernández, nascido Esteban Obiang Obono (Zaragoza, 7 de maio de 1998), também conhecido por Esteban Obiang ou apenas Esteban, é um futebolista guinéu-equatoriano que joga como zagueiro ou lateral-direito. Atualmente defende o Antequera.

## Vida pessoal
Nascido em Zaragoza, Esteban perdeu a mãe biológica após complicações no parto, sendo criado por sua avó e sua tia posteriormente. Aos 22 meses foi criado por uma família de Utrera (cidade da província de Sevilha), e se considera um cidadão local.
Está registrado nas competições de futebol da Espanha com os sobrenomes de seus pais adotivos (Orozco e Fernández), em vez do sobrenome original (Obiang Obono).

## Carreira em clubes
Sua estreia no futebol foi com a camisa do Utrera, em 2016. Um ano depois, foi para o Real Betis, onde jogaria pelo time B entre 2017 e 2018, quando voltou a defender o Utrera em 2 passagens: na primeira, jogou por empréstimo e na segunda, assinando em definitivo.
Em 2019 assinou com o Ibiza, porém jogou apenas uma partida pelo clube antes de ser emprestado ao Sant Rafel, onde disputou 41 jogos e marcou 3 gols até julho de 2021, quando foi contratado pelo Antequera, equipe da Segunda División RFEF (quarta divisão espanhola).

## Carreira internacional
A primeira partida de Esteban pela seleção da Guiné Equatorial foi um amistoso contra as Ilhas Maurício, em outubro de 2017., que terminou com vitória da Nzalang Nacional por 3 a 1.
Convocado para a Copa das Nações Africanas de 2021, marcou seu primeiro gol pela seleção, que venceu surpreendentemente por 1 a 0 a Argélia, pela segunda rodada da primeira fase.